# Franchesse

Franchesse este o comună în departamentul Allier din centrul Franței. În 2009 avea o populație de 447 de locuitori.